# 皮措爾峰
46°57′33″N 9°23′12″E / 46.959174°N 9.386754°E

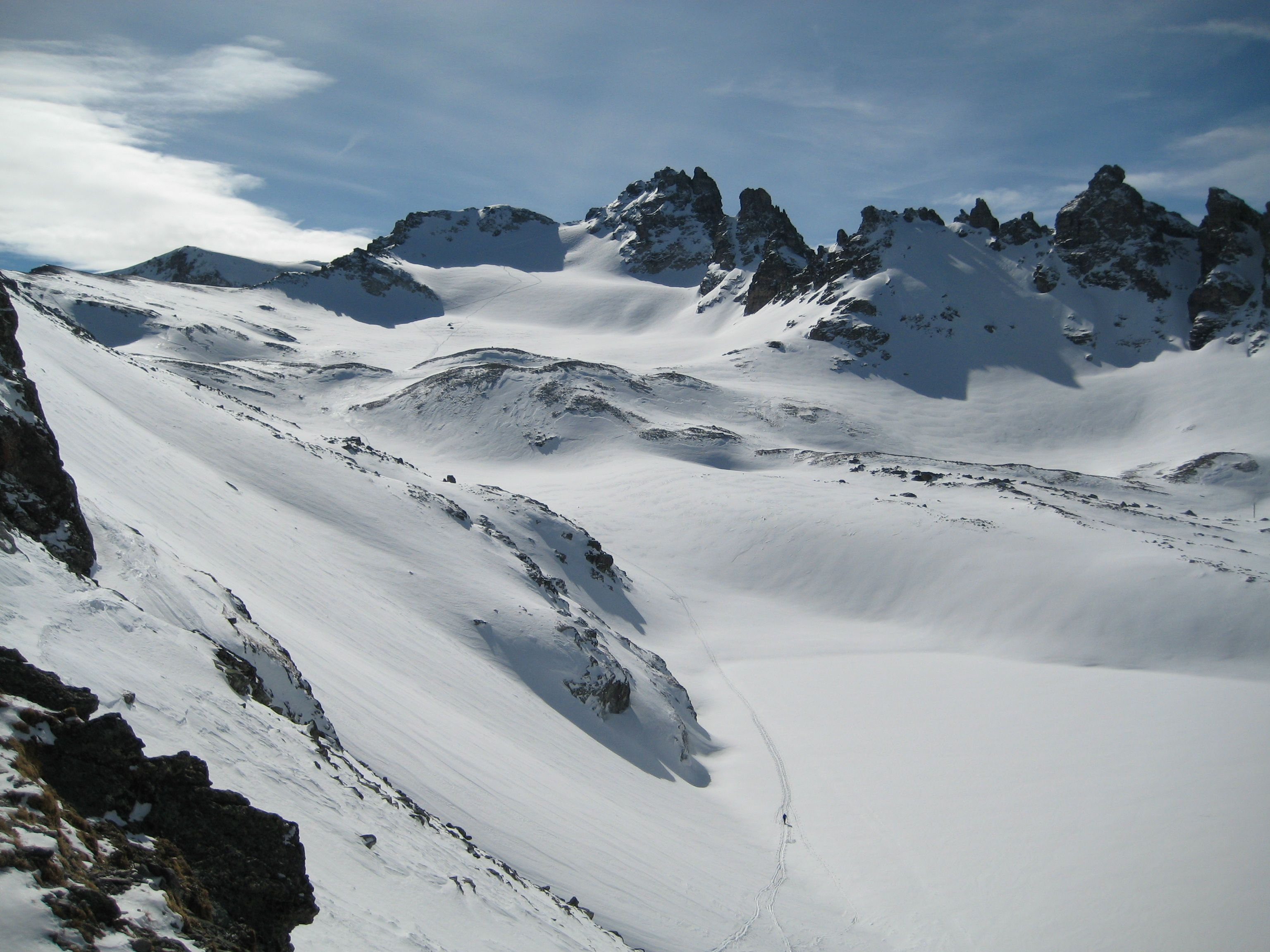

皮措爾峰（Pizol），是瑞士的山峰，位於該國東北部，由聖加侖州負責管轄，屬於格拉魯斯山的一部分，海拔高度2,844米，人類在1864年8月15日首次登頂。